# Ідарубіцин
Ідарубіцин (англ. Idarubicin, лат. Idarubicinum) — синтетичний лікарський препарат, який за своїм хімічним складом є похідним антрацикліну та належить до групи протипухлинних антибіотиків Ідарубіцин застосовується як внутрішньовенно, так і перорально. Ідарубіцин розроблений у лабораторії компанії «Upjohn», та уперше схвалений FDA у 1984 році.

## Фармакологічні властивості
Ідарубіцин — синтетичний лікарський засіб, який є похідним антрацикліну та належить до групи протипухлинних антибіотиків. Механізм дії препарату полягає у гальмуванні ферменту топоізомерази ІІ, а також взаємодії ідарубіцину з РНК-полімеразами, що призводить до попушення синтезу ДНК, та індукування розривів ланцюгів ДНК. Ідарубіцин застосовується у комбінації з іншими протипухлинними препаратами при метастазуючому раку молочної залози, гострому мієлобластному лейкозі, бластному кризі при хронічному мієлолейкозі, рецидивуючих або рефрактерних до інших препаратів лімфобластному лейкозі та неходжкінських лімфомах. Згідно більшості джерел, при застосуванні ідарубіцина спостерігається менше побічних ефектів, ніж при застовуванні доксорубіцина, при однаковій ефективності, порівняння ідарубіцину з даунорубіцином і мітоксантроном дає суперечливі результати. Ідарубіцин має виражену ембріотоксичну дію, проте даних за тератогенну дію препарату немає.

### Фармакокінетика
Ідарубіцин швидко розподіляється в організмі після внутрішньовенної ін'єкції, після внутрішньовенного введення біодоступність препарату становить 100 %. Після перорального прийому біодоступність ідарубіцину становить 24—39 %. Після внутрішньовенного застосування максимальна концентрація препарату в клітинах крові досягається вже за кілька хвилин після ін'єкції, при пероральному прийомі максимальна концентрація в крові досягається протягом 3 годин після прийому препарату. Препарат майже повністю (більш ніж на 90 %) зв'язується з білками плазми крові. У печінці й тканинах ідарубіцин швидко метаболізується до свого активного метаболіта ідарубіцинола. Препарат проходить через плацентарний бар'єр, даних за проникнення в грудне молоко немає. Кінцевий метаболізм препарату проходить у печінці. Виводиться препарат із організму переважно з жовчю, незначна частина виводиться із сечею, переважно у вигляді метаболітів. Період напіввиведення незміненого препарату складає в середньому 22 години (коливається від 4 до 46 годин), а ідарубіцинолу 41–69 годин, і цей час може збільшуватися при порушеннях функції печінки або нирок.

## Покази до застосування
Ідарубіцин застосовують для лікування метастазуючого раку молочної залози, гострого мієлобластного лейкозу, при бластному кризі при хронічному мієлолейкозі, рецидивуючих або рефрактерних до інших препаратів лімфобластного лейкозу та неходжкінських лімфом.

## Побічна дія
При застосуванні ідарубіцину спостерігаються наступні побічні ефекти:
- Алергічні реакції та з боку шкірних покривів — алопеція, гарячка, шкірний висип.
- З боку травної системи — езофагіт, стоматит, нудота, блювання, біль у животі, діарея, запалення слизових оболонок травного тракту, перфоративний ентероколіт, порушення функції печінки.
- З боку серцево-судинної системи — аритмії, хронічна серцева недостатність, тахікардія, кардіоміопатія.
- З боку сечовидільної системи — нефропатія, спричинена підвищеним виділенням сечової кислоти.
- Зміни в лабораторних аналізах — лейкопенія, тромбоцитопенія, анемія, підвищення активності амінотрансфераз, збільшення рівня білірубіну в крові, збільшення рівня в крові сечової кислоти.
- Інші побічні ефекти — флебіт та некроз шкіри і підшкірної клітковини в місці ін'єкції; при застосуванні під час вагітності можливі внутрішньоутробна загибель плода.

## Протипокази
Ідарубіцин протипоказаний при підвищеній чутливості до препарату, виражених порушеннях кровотворення, важких захворюваннях серця, виражених порушеннях функції печінки, вагітності та годуванні грудьми.

## Форми випуску
Ідарубіцин випускається у вигляді розчину для ін'єкцій по 1 мг/мл у флаконах по 5 і 10 мл; ліофілізату для приготування розчину для внутрішньовенного застосування у флаконах по 5 мг; а також желатинових капсул по 0,005; 0,01 і 0,025 г.